# Théo Valls
Théo Valls (* 18. Dezember 1995 in Nîmes) ist ein französischer Fußballspieler.

## Karriere
Valls begann seine Laufbahn in der Jugend von Olympique Nîmes. Später wurde er in die zweite Mannschaft der Südfranzosen befördert. Am 23. September 2014, dem 8. Spieltag, gab er beim 1:0 gegen LB Châteauroux sein Ligadebüt für die Profimannschaft in der zweitklassigen Ligue 2, als er zur zweiten Halbzeit für Féthi Harek eingewechselt wurde. Bis Saisonende kam er zu fünf Einsätzen in der zweithöchsten französischen Spielklasse. In der folgenden Spielzeit avancierte er zum Stammspieler und absolvierte 22 Partien in der Ligue 2. 2016/17 wurde der Mittelfeldspieler 32-mal in der Liga eingesetzt und erzielte zwei Tore. 2017/18 spielte er 33-mal in der Ligue 2 und schoss dabei ein Tor. Nîmes stieg schlussendlich als Zweiter in die erstklassige Ligue 1 auf. In seiner ersten Saison in der höchsten französischen Spielklasse kam Valls erneut regelmäßig zum Einsatz und bestritt 30 Ligaspiele, wobei er allerdings selten über die volle Spielzeit auf dem Platz stand. In der aufgrund der COVID-19-Pandemie vorzeitig abgebrochenen Saison 2019/20 spielte er 23-mal in der Ligue 1 und traf einmal.
Nach insgesamt 156 Pflichtspielen für Olympique Nîmes, in denen er sechs Tore erzielte, wechselte er im Sommer 2020 zum Schweizer Erstligisten Servette FC. Am 4. Oktober 2020, dem 3. Spieltag, debütierte er beim 0:1 gegen den FC St. Gallen für die Genfer in der erstklassigen Super League, als er in der Startelf stand. Er etablierte sich im Mittelfeld der Grenats und verpasste bis Saisonende lediglich drei der 36 Saisonspiele, wobei er vier Tore schoss. Zudem gab er mit zehn Assists neben Louis Schaub die zweitmeisten Torvorlagen in dieser Ligaspielzeit. Nach der Saison 2022/23 wurde sein Vertrag nicht verlängert, da man sich über die Modalitäten nicht einig wurde. Valls fand erst drei Monate später mit dem Grenoble Foot 38 einen neuen Verein.